# Nikolaj Šiškin
Nikolaj Pavlovič Šiškin (rusky Николай Павлович Шишкин, 23. srpna 1827, Jaroslavl – 24. listopadu 1902, Gatčina) byl ruský ministr zahraničí v letech 1896–1897 a člen Státní rady (od roku 1897).

## Životopis
Studoval na Alexanderském lyceu. Roku 1847 působil v úřadu guvernéra Jaroslavli. V roce 1853 sloužil na ministerstvu zahraničních věcí coby prostý úředník. V Bukurešti (1859) se stal konzulem, stejně tak jako v Adrianopolisu (1861) či Bělehradě (1863). Nakonec působil jako velvyslanec i v USA (1875), Řecku (1880), Švédsku a Norsku (1884).
V letech 1891–1895 byl náměstkem ministra zahraničních věcí. Od 19. srpna 1896 do 1. ledna 1897 se ministrem stal.